# Sellő (földrajz)

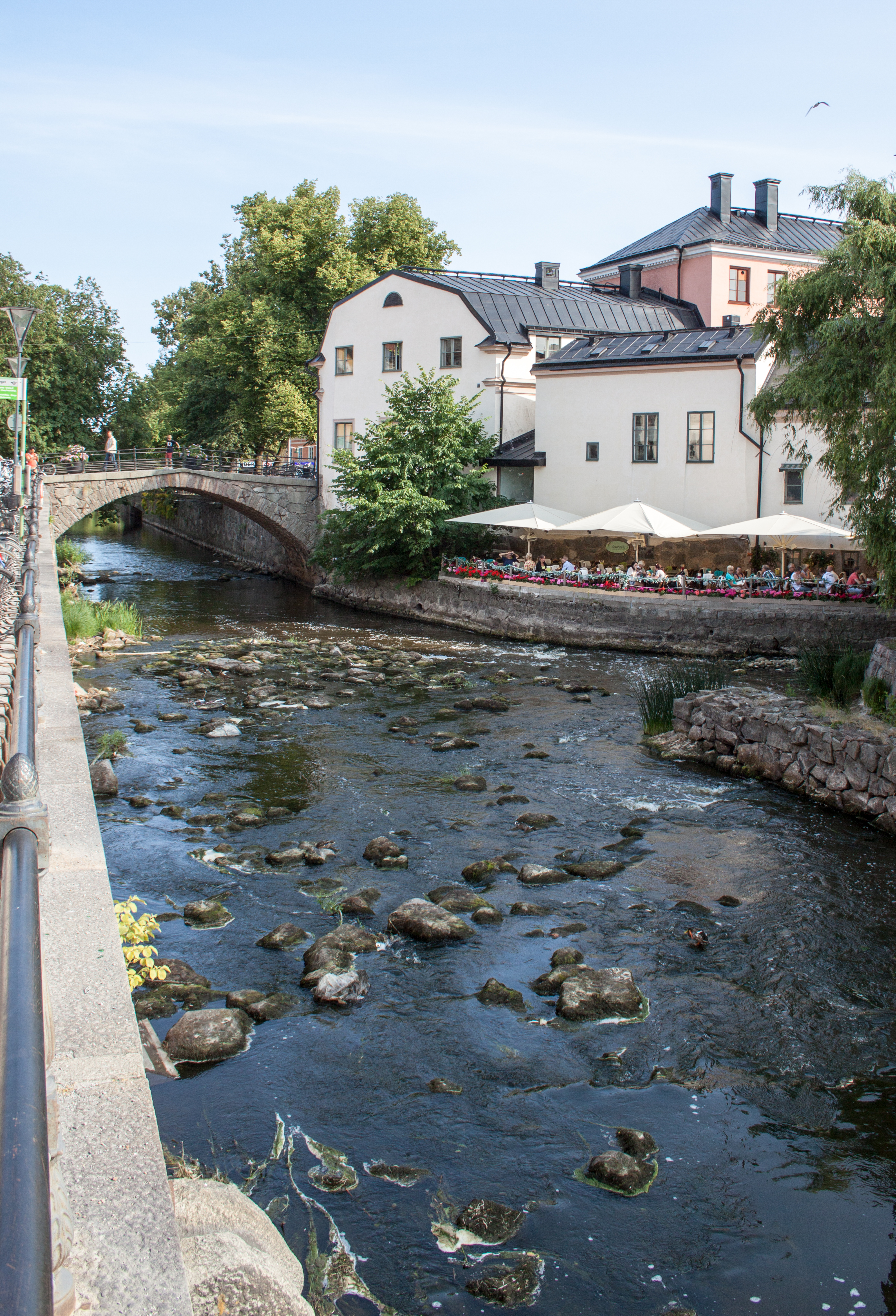
A Fyris folyó sellője Uppsala belvárosában

A sellő földrajzi értelemben folyóvíz kissé meredekebb esésű szakasza, ahol a meder szikláin, egyenetlenségein a víz megtorlódik, átbukik. „Zúgónak” is nevezik, ha pedig a víz nagyobb magasságból zúdul alá, akkor „zuhatagnak”. A hajózást akadályozza, de jó feltételeket teremt a vadvízi evezés számára.
Egyik angol nyelvű megnevezése a „whitewater” (=fehér víz), ami abból ered, hogy a víz a sziklákon megtörve buborékokat képez, ezért a víz felszíne ott fehérnek látszik.
Vadvízi evezés szempontjából, főleg nehézség alapján osztályokba sorolják, lásd: Nehézségi osztályok.